# Woman's Home Companion

Woman's Home Companion fue una revista mensual estadounidense orientada al público femenino y publicada de 1873 a 1957.
Aunque orientada inicialmente a temas domésticos, la moda y de la familia enfocados a la ama de casa estadounidense de clase media, pronto empezó a apoyar al derecho de la mujer a tener acceso a la educación superior, a poder desarrollar negocios y al entrenamiento atlético, y a denunciar al linchamiento y a abogar por la eliminación de la segregación racial. Por parte, otro gran acierto fue sus numerosas obras literarias y entre sus colaboradores contaba con periodistas y autores como F. Scott Fitzgerald, Edith Wharton, Elsa Maxwell, Francoise Sagan, Shirley Jackson, Zona Gale, Edna Ferber, Sherwood Anderson, Pearl Buck, Sinclair Lewis, Dorothy Canfield, Gene Gauntier, Rachel Carson, Ellen Glasgow, Fannie Hurst. Shirley Jackson, Anita Loos, John Steinbeck, Willa Cather, P. G. Wodehouse, Sarah Orne Jewett, Bret Harte, Jack London, Eden Philpotts, Morgan Robertson, Gertrude Atherton, Rafael Sabatini, Eleanor Roosevelt, además de un artículo de su esposo, el presidente Theodore Roosevelt.
Su elenco de ilustradores incluyen a algunos de los más destacados de EE. UU., como Rolf Armstrong, Władysław T. Benda, Elizabeth Shippen Green y Violet Oakley, entre otros.
Su directora más destacada fue Gertrude Battles Lane, que dirigió la publicación desde 1911 a hasta poco antes de su fallecimiento en 1941, y bajo cuya dirección se aumentó la circulación de 737 764 ejemplares al mes hasta 3 607 974 en 1932.